# ひのでや参吉
ひのでや 参吉（10月29日 - )は日本の女性漫画家。長野県出身。

## 経歴
2003年、『ガンガンパワード』夏季号（スクウェア・エニックス）掲載の読切『魔法坊主三休』にてデビュー。
2007年、『ファミ通DS+Wii』（エンターブレイン）で『全員集合 ギャグって!!ロックマン!』で初の連載を経験。
2014年より小学館に移籍と同時にペンネームも現在のものに改名。2016年よりコロコロコミックで連載を開始した『Splatoon』は大ヒットし、コミックスはコロコロ連載作としては異例の売れ行きとなっており2021年8月時点で累計250万部を突破している。

## 作品リスト
- 魔法坊主三休（『ガンガンパワード』2003年夏季号）
- 魔法牧師ラウメン（『ガンガンパワード』2004年冬季号）
- おいでませ 魔剣部!!（『ガンガンパワード』2005年冬季号）
- TRICK STAR（『月刊少年ガンガン』2006年1月号）
- 全員集合 ギャグって!!ロックマン!（『ファミ通DS+Wii』2007年5月号 - 2009年10月号）
- バリバリクラッシュ カニタマくん（『別冊コロコロコミック』2014年4月号）
- 『Splatoon』小学館〈てんとう虫コミックス〉全16巻
  - 読切版（『月刊コロコロコミック』2015年6・12月号、2016年9月号、2017年3月号）
  - 連載版（『別冊コロコロコミック』2016年4月号 - 2017年6月号、『月刊コロコロコミック』2017年6月号 - 2021年12月号）
- 『Splatoon バンカラ！』小学館〈てんとう虫コミックス〉既刊6巻（『月刊コロコロコミック』2022年10月号 - 連載中）

## 関連人物
荒川弘
師匠。
小林ゆき
師匠。
東村アキコ
師匠。